# ТЕС Дхолпур
26°42′9″ пн. ш. 77°50′57″ сх. д. / 26.70250° пн. ш. 77.84917° сх. д.
ТЕС Дхолпур – теплова електростанція на сході індійського штату Раджастхан.
В 2007 році на майданчику станції став до ладу блок комбінованого парогазового циклу потужністю 330 МВт. Встановлені у ньому дві газові турбіни потужністю по 110 МВт живлять через відповідну кількість котлів-утилізаторів одну парову турбіну з показником 110 МВт.
Станція використовує природний газ, який надходить по газопроводу Віджайпур – Дадрі.